# Beune (Doubs)
Pour les articles homonymes, voir Beune.
La Beune du Doubs est une modeste rivière de 4 km de long mais avec un débit élevé car elle est la résurgence d’un réseau souterrain et sort d’une grotte.

## Géographie
La Beune traverse deux villages, Rougemontot à mi-parcours et Cendrey près de son confluent avec l’Ognon sur la commune de Larians-et-Munans.

## La source

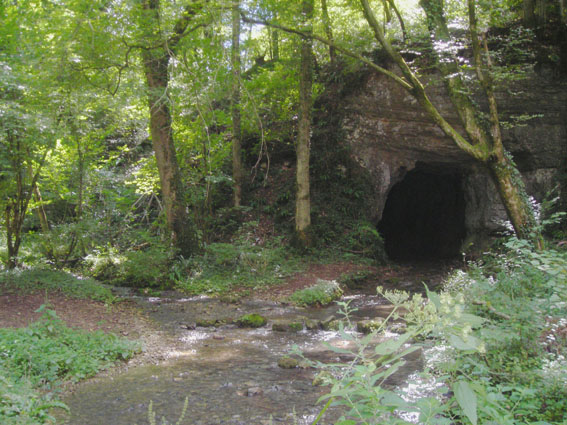
La source de la Beune à Rougemontot.

La rivière sort avec pratiquement tout son débit d’une grotte importante, qui fut jadis en partie captée. Le moulin de Chèvreroche fonctionnait à une centaine de mètres en aval. Le porche de 5 mètres par 5 environ et profond d’une vingtaine de mètres est occupé par le lit de la Beune qui cascade sur un massif de tuf situé au fond.

Selon les notes de J.-C. Frachon et la fiche de Frédéric Martin, au sommet de la cascade un boyau débouche dans un puits noyé de 2 m de profondeur ; deux siphons d’une soixantaine de mètres doivent être franchis pour atteindre le cours actif du réseau. On peut le parcourir sur 120 m jusqu’à une étroiture siphonnante précédée de trois voûtes mouillantes.

La source de la Beune est polluée par les effluents d’un village situé en amont du réseau.

## Les mines de fer
La Beune coule dans une vallée dont la rive gauche, versant nord du bois du Mont, au-dessus du bourg de Rougemontot est excavé de mines de minerai de fer oolithique dont un tissu complexe de galeries se développe sur plus de 10 kilomètres sur le plan d’une strate rouge, légèrement inclinée, de 2 m d’épaisseur environ. Le minerai était envoyé au haut fourneau de Montagney-Servigney jusqu’au milieu du XIXe siècle.

À une époque récente, certaines galeries ont servi de vastes champignonnières, leur activité est abandonnée aujourd’hui.
Le danger mortel de se perdre ou d’éboulement de parties anciennes est réel.

## Étymologie
Comme pour les Beunes les Beuzes  ou la Bèze, le nom vient d’un mot gaulois *bedo, et latin bedum, signifiant canal, fossé. Voir Beune (Dordogne).